# Stiphrometasia
Stiphrometasia is een geslacht van vlinders van de familie van de grasmotten (Crambidae), uit de onderfamilie van de Glaphyriinae. De wetenschappelijke naam en de beschrijving van dit geslacht zijn voor het eerst gepubliceerd in 1914 door Hans Zerny.

## Soorten
- Stiphrometasia alba Caradja, 1916
- Stiphrometasia monialis (Erschoff, 1872)
- Stiphrometasia pavonialis (Hampson, 1896)
- Stiphrometasia petryi Amsel, 1935
- Stiphrometasia pharaonalis Caradja, 1916
- Stiphrometasia sancta (Hampson, 1900)